# Volksaufstand in Thailand 1973

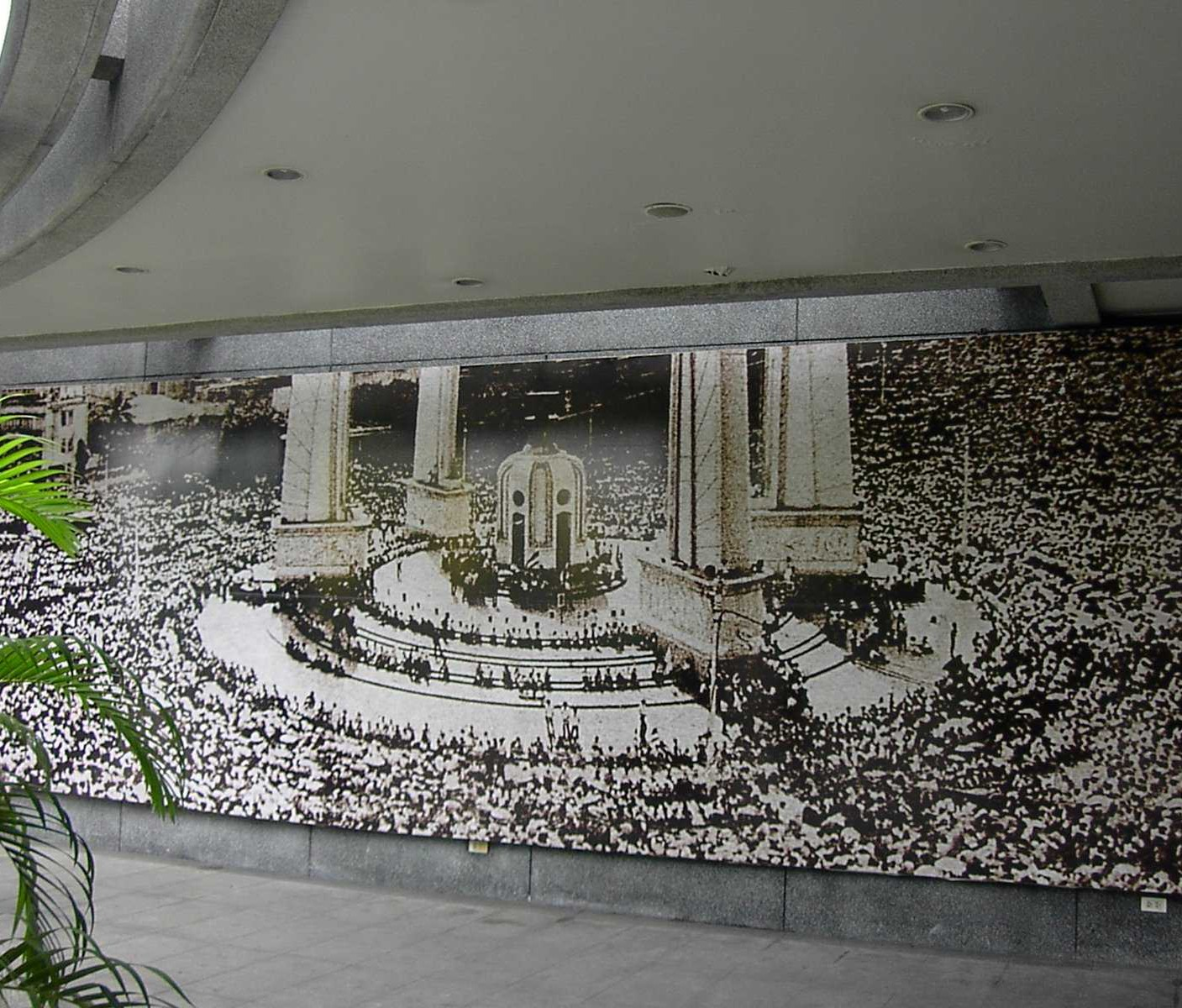
Darstellung der Demonstration am Demokratiedenkmal, Gedenkstätte des 14. Oktober, Bangkok

Der Volksaufstand in Thailand führte am 14. Oktober 1973 zum Sturz des autoritären Ministerpräsidenten Thanom Kittikachorn und zum Ende einer 15-jährigen Militärdiktatur. Ausgangspunkt waren Studentenproteste für eine neue Verfassung und mehr Demokratie, die ab Juni 1973 stattfanden. Im Oktober wuchsen sie zu einer Massenbewegung an, der sich auch Teile der Mittelschicht, Arbeiter und Bauern anschlossen. Insgesamt nahmen bis zu 500.000 Menschen daran teil.
Das Regime von Thanom, seinem Stellvertreter Praphat Charusathien und seinem Sohn Narong Kittikachorn versuchte die Revolte mit militärischer Gewalt niederzuschlagen. Dabei starben nach offiziellen Angaben 77 Menschen, 857 wurden verletzt. Viele weitere sind seither verschwunden, ihre Leichen wurden nicht gefunden. Am Abend des 14. Oktober trat Thanom auf Drängen des neuen Oberkommandierenden des Heeres Krit Sivara und des Königs Bhumibol Adulyadej zurück, woraufhin die Gewalt endete.
Anschließend wurde eine neue Verfassung ausgearbeitet. Die dadurch installierte parlamentarische Demokratie blieb jedoch instabil und führte am 6. Oktober 1976 zum Massaker an der Thammasat-Universität gegen demonstrierende Studenten und zu einem Militärputsch.
Der Aufstand vom Oktober 1973 gilt in der Geschichte Thailands als Zäsur, die das politische System des Landes nachhaltig veränderte. Mit ihm endete vorläufig die unangefochtene Herrschaft einer Allianz aus thailändischem Militär und Bürokratie. Neue gesellschaftliche Gruppen wie die Studentenschaft, die gewachsene Mittelschicht und Geschäftsleute aus der Provinz kamen als politische Akteure hinzu. Es entwickelte sich eine Parteienvielfalt. Durch seine Intervention auf Seiten der Demonstranten während der Hochphase des Aufstandes nahm aber auch das politische Gewicht und die Popularität des Königs weiter zu.
In Thailand wird der Vorgang schlicht als „Ereignis des 14. Oktober“ (thailändisch เหตุการณ์ 14 ตุลา, RTGS Hetkan Sip-Si Tula) oder – in den Worten König Bhumibols – als „Tag der großen Trauer“ (วันมหาวิปโยค Wan Maha Wippayok) bezeichnet.

## Vorgeschichte

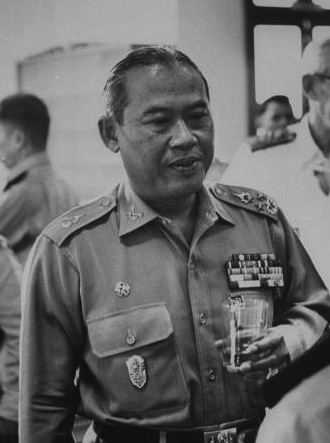
Feldmarschall Thanom Kittikachorn (1960er-Jahre)

In der konstitutionellen Monarchie Thailands herrschten, nach einer kurzen demokratischen Phase unmittelbar nach Ende des Zweiten Weltkriegs, ab dem Putsch von 1947 fünfundzwanzig Jahre lang Militärdiktatoren, mal oberflächlich kaschiert, mal unverhohlen. Feldmarschall Thanom Kittikachorn wurde 1963 nach dem Tod seines Vorgängers und Förderers Sarit Thanarat zum Ministerpräsidenten ernannt. Thailand hatte seit der autoritären „Revolution“ Sarits im Oktober 1958 keine Verfassung, sondern nur eine „Satzung über die Verwaltung des Königreichs“, die dem Regierungschef praktisch unbegrenzte Vollmachten einräumte. Thanom genoss zwar nicht die Popularität seines Vorgängers, stützte sich aber auf eine Allianz aus führenden Militärs und Bürokratie und hatte die Unterstützung des Monarchen und der Vereinigten Staaten, deren wichtigster Verbündeter in Südostasien Thailand während des Vietnamkriegs und der damit verbundenen Bürgerkriege in den Nachbarländern Laos und Kambodscha war. Thanom verfolgte eine streng antikommunistische, autoritäre und wirtschaftlich liberale Politik. Seine Regierung stellte den US-Streitkräften Stützpunkte für deren Bombenangriffe auf Vietnam und Laos zur Verfügung und bekämpfte erbittert den Aufstand der Kommunistischen Partei Thailands und ihrer „Volksbefreiungsarmee“, der in den ländlichen Gebieten, Bergen und Wäldern im Norden, Nordosten und Süden des Landes schwelte.

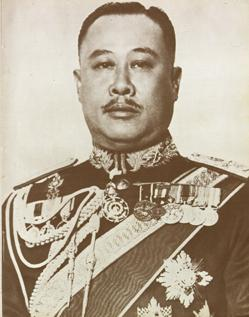
General Praphat Charusathien

Im Jahr 1969 ließ Thanom dann eine Verfassung ausarbeiten und in Kraft setzen, wonach Wahlen abgehalten wurden und ein – teils gewähltes, teils ernanntes – Parlament tagte. Im November 1971 setzte er die Verfassung aber wieder außer Kraft und löste das Parlament auf, was er mit der kommunistischen Bedrohung rechtfertigte. Thanom und sein Stellvertreter Praphat verloren allerdings zunehmend an Rückhalt, nicht nur bei der Bevölkerung, sondern auch in den Streitkräften, die in verschiedene rivalisierenden Cliquen zerfielen. Da beide die Positionen des Oberbefehlshabers der Streitkräfte (Thanom) und des Oberkommandierenden des Heeres (Praphat) über das eigentlich verpflichtende Pensionierungsalter von 60 Jahren hinaus behielten, standen sie der Beförderung anderer aufstrebender Generäle im Wege. Ihr einziger loyaler potentieller Nachfolger, Thanoms Sohn Narong Kittikachorn, der mit Praphats Tochter verheiratet war, hatte zu dieser Zeit erst den Rang eines Oberstleutnants und zudem kaum Rückhalt in der Truppe, da er von der Öffentlichkeit als korrupt angesehen wurde.
Die thailändische Wirtschaft – und mit ihr die städtische Mittelschicht – war während der 1960er-Jahre rapide gewachsen. Nun kriselte sie jedoch. Die Uneinigkeit des Militärs, soziale Veränderungen und die nachgebende Wirtschaftslage waren Faktoren, die einen politischen Umbruch begünstigten. Im Dezember 1972 erließ der „Nationale Exekutivrat“ unter Thanom eine Übergangsverfassung, setzte einen Nationalen Legislativrat und einen verfassunggebenden Ausschuss (dem Praphat vorstand) ein. Dessen Arbeit wurde aber wiederholt verzögert und die Fertigstellung einer permanenten Verfassung immer weiter aufgeschoben.
Als am 29. April 1973 ein Hubschrauber in der Provinz Nakhon Pathom abstürzte, wobei sechs Militär- und Polizeioffiziere starben, wurde publik, dass diese an einem illegalen Jagdausflug in einem Naturschutzgebiet teilgenommen hatten. Obwohl die Regierung versuchte, dies zu vertuschen und behauptete, dass sie in einem Geheimeinsatz im thailändisch-birmanischen Grenzgebiet gewesen waren, berichtete die Presse weiter darüber und löste große Empörung aus. Der Vorfall bestätigte den in der Bevölkerung verbreiteten Eindruck, dass eine kleine Schicht privilegierter Militärs und deren Freunde schamlos die Gesetze brachen, ohne Konsequenzen fürchten zu müssen.

## Studentenproteste ab Juni
Zu ersten Studentenprotesten kam es im Juni 1973, nachdem neun Studenten der Ramkhamhaeng-Universität exmatrikuliert worden waren, die eine satirische Kritik der Entscheidung Thanoms und Praphats, ihre Amtszeiten um ein weiteres Jahr zu verlängern, veröffentlicht hatten. Sie wurden vom Nationalen Studentenzentrum Thailands (NSCT) organisiert, begannen am 20. Juni mit 10.000 Studenten und wuchsen bis zum 22. Juni auf etwa 50.000 Teilnehmer an, die die Rücknahme der Exmatrikulation forderten. Neben der primären Forderung griffen sie auch die allgemeine Unzufriedenheit mit der Militärregierung, die verbreitete Korruption sowie die schwächelnde Wirtschaft als Themen auf und verlangten eine neue Verfassung binnen sechs Monaten sowie den Rücktritt des Universitätsrektors Sakdi Phasuknirand, der den Ausschluss der Studenten zu verantworten hatte. Studenten der Chulalongkorn-Universität schlossen sich an, die sich darüber empörten, dass die Regierung die Aufnahme von Luftwaffenkadetten in die renommierte Institution erzwang, ohne dass diese die Aufnahmeprüfungen bestehen mussten.
Die Proteste wurden von einem wesentlichen Teil der städtischen Bevölkerung unterstützt. Daraufhin durften die neun ausgeschlossenen Studenten an die Universität zurückkehren, auf die übrigen Forderungen ging die Regierung aber nicht ein. Insbesondere rückte sie nicht von dem Zeitplan ab, nach dem eine neue Verfassung erst in drei Jahren in Kraft treten sollte. Ramkhamhaeng-Rektor Sakdi trat allerdings einige Tage später zurück. Nach diesem Ereignis gewann die Studentenbewegung die Unterstützung von Bangkoker Arbeitern, der Mittelschicht und von Intellektuellen, die sie als wichtigste Oppositionskraft gegen die Militärdiktatur wahrnahmen. Angesichts der Untätigkeit des offiziellen Verfassungsausschusses kündigte das NSCT an, selbst eine alternative Verfassung auszuarbeiten.
Zu dieser Zeit ließ auch die Unterstützung der US-Regierung für das Thanom-Praphat-Regime nach. Als der singapurische Regierungschef Lee Kuan Yew den amerikanischen Außenminister Henry Kissinger bei einem Treffen im August 1973 aufforderte, die thailändischen Machthaber zu stärken, antwortete Kissinger: „Wir werden einen Putsch nicht unterstützen, aber wegschauen…“

General Krit Sivara (ca. 1959)

Zu den Gegnern Thanoms und Praphats in der eigenen Truppe gehörten insbesondere die Generäle Krit Sivara, Vitoon Yasawat (ehemaliger Kommandeur des Stabs ‚333‘, der den Einsatz von freiwilligen, thailändischen und vom amerikanischen CIA finanzierten Guerilla-Einheiten im Laotischen Bürgerkrieg geleitet hatte) und Prachuab Suntharangkul. Thanom konnte Praphat überzeugen, die Position des Oberkommandierenden der Landstreitkräfte – eines von zahlreichen Ämtern, die er innehatte – zum regulären Beförderungstermin Ende September aufzugeben. Als Zugeständnis gegenüber den unzufriedenen Generälen wurde stattdessen General Krit zum neuen Heereschef ernannt. Laut Narong Kittikachorn gehörten auch zwei dem Palast nahestehende Juristen zur „Opposition“: Sanya Dharmasakti, der Rektor der Thammasat-Universität, und Prakob Hutasingh, der Präsident des Obersten Gerichtshofs.

## Volksaufstand im Oktober

### 6. bis 12. Oktober
Unmittelbarer Auslöser des Aufstands war die Verhaftung von 13 oppositionellen Aktivisten, darunter Studenten, Universitätsdozenten, Politiker und Journalisten, in den Tagen vom 6. bis 8. Oktober. Ihnen wurde vorgeworfen, Flugblätter verteilt zu haben, die die baldige Ausfertigung einer neuen Verfassung verlangten. Außerdem unterstellte die Regierung ihnen, Teil einer kommunistischen Verschwörung zu sein, die einen Umsturz plante. Das Nationale Studentenzentrum, dessen Generalsekretär Thirayuth Boonmee unter den Inhaftierten war, bezeichnete die Regierung nun offen als „Diktatur“ und warf ihr vor, eine „Terrorherrschaft“ zu errichten. Es kursierten sogar Gerüchte, dass die 13 Festgenommenen von Regierungskräften ermordet worden seien, was den Unmut und die Wut noch stärker befeuerte. Selbst Thanoms Bruder, der pensionierte Polizeigeneral Sa-nga Kittikachorn, kritisierte die Regierung: „Wenn die Forderung nach einer Verfassung als Verrat ausgelegt wird, dann gibt es zur Zeit wahrscheinlich 38 Millionen Verräter in Thailand.“ Das entsprach der damaligen Einwohnerzahl des Landes.

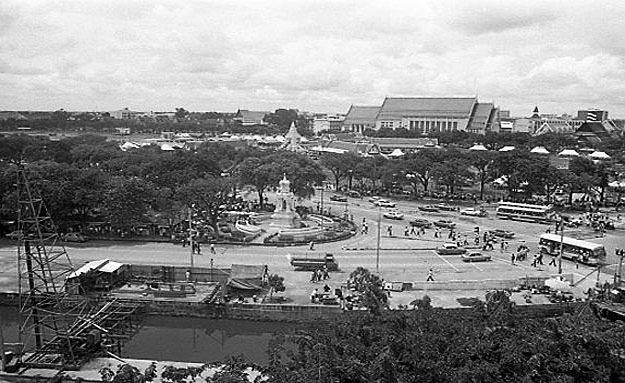
Sanam Luang um 1974. Im Hintergrund der Campus der Thammasat-Universität

Aus Protest gegen die Verhaftungen gab es am 9. Oktober eine erste Demonstration von über hundert Studenten auf dem Hof vor dem Bodhi-Baum auf dem Campus der Thammasat-Universität. Am nächsten Tag kamen über tausend Demonstranten zusammen, sodass die Versammlung auf das Fußballfeld der Universität verlegt wurde. Am 11. Oktober fielen aufgrund des Streiks der Studenten Unterricht und Prüfungen an etwa 70 % der Hoch- und Berufsschulen in Bangkok aus. Für den 12. Oktober rief das NSCT zu einer Massendemonstration auf. Dabei wurde die sofortige Entlassung der 13 Gefangenen und das Inkrafttreten der neuen Verfassung innerhalb eines halben Jahres gefordert. Mehrere tausend Studenten, auch aus anderen Provinzen, nahmen an der Versammlung teil.

### 13. Oktober

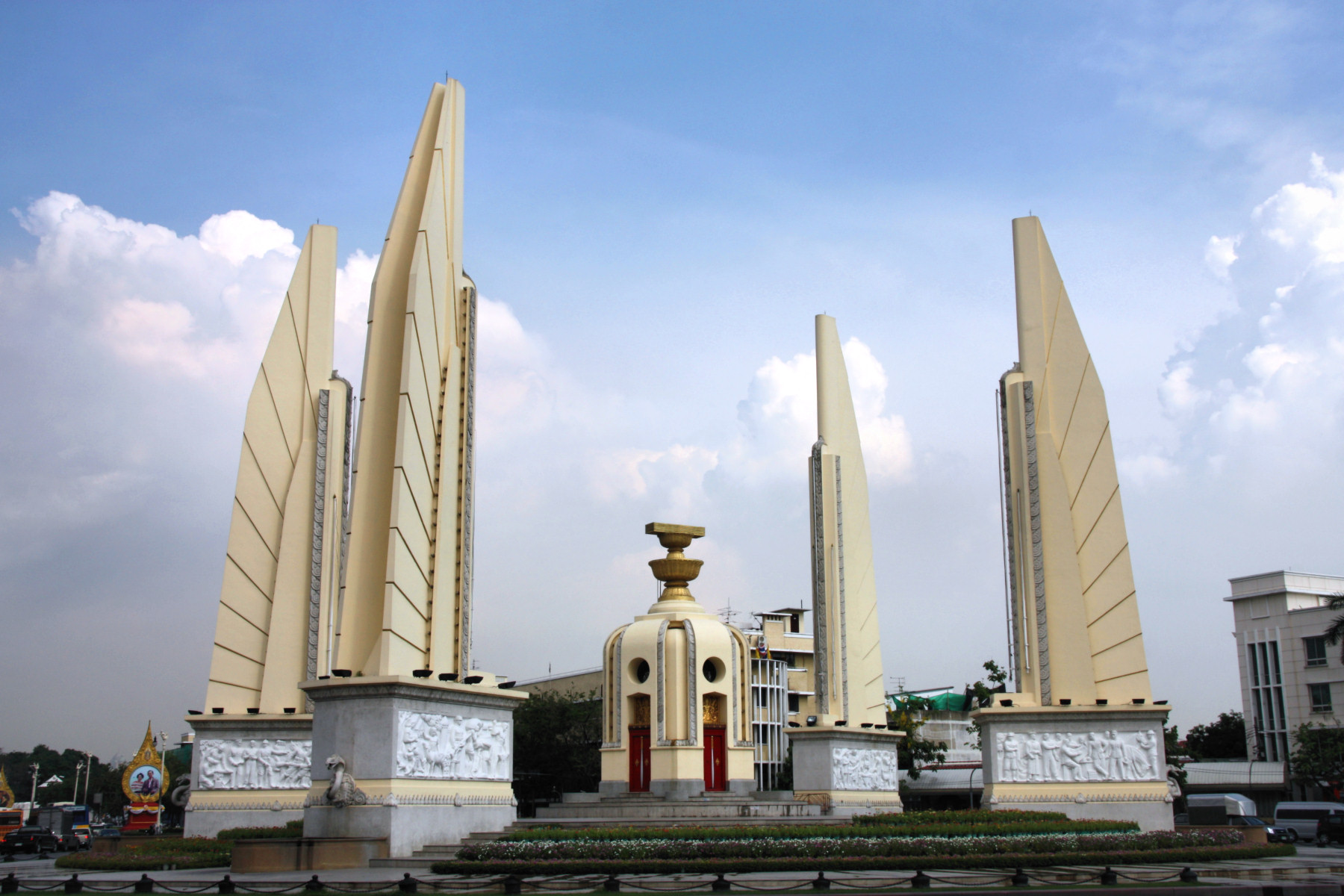
Demokratiedenkmal

Am Tag darauf wurde die Versammlung mit noch mehr Teilnehmern fortgesetzt. Diesmal verließen sie das Universitätsgelände und zogen über den Sanam Luang (königlicher Paradeplatz vor dem Großen Palast) und den Ratchadamnoen-Boulevard zum Demokratiedenkmal. Neben Studenten schlossen sich auch Sympathisanten aus anderen Teilen der Bangkoker Bevölkerung an: vor allem Sekundar- und Berufsschüler, jüngere Angehörige der Mittelschicht, aber auch Arbeiter. Insgesamt waren es an diesem Tag bis zu 400.000 Demonstranten. Noch am 13. Oktober sagte die Regierung zu, die 13 Oppositionellen freizulassen und innerhalb eines Jahres eine Verfassung in Kraft zu setzen. König Bhumibol Adulyadej empfing neun Vertreter des Studentenzentrums und drängte sie, angesichts der Zugeständnisse der Regierung auf weitere Proteste zu verzichten. Sie sagten daraufhin die Demonstration für den nächsten Tag ab.
Die Massenbewegung hatte aber eine Eigendynamik entwickelt, die die Studentenführer nicht mehr kontrollieren konnten. Viele der Demonstranten gaben sich mit den Versprechungen nicht zufrieden und forderten Garantien. Ein Teil der Protestierenden, etwa 50.000, versammelte sich am späten Abend des 13. Oktober vor der Residenz des Königs, dem Chitralada-Palast, in der Erwartung, dass der Monarch konkretere Zusagen machen würde.

### 14. Oktober
Dieser entsandte am nächsten Morgen einen Sprecher, der die Demonstranten bat, nach Hause zu gehen. Als sie versuchten, den Ort zu verlassen, kam es zu Zusammenstößen mit der Polizei. Diese setzte Tränengas ein und zahlreiche Demonstranten wurden verletzt. Es verbreitete sich die Nachricht, dass Polizisten drei junge Frauen zu Tode geprügelt hätten. Das Gerücht erreichte auch Protestierende an anderen Orten, die nun teilweise aus Wut und Rache Polizisten und Polizeireviere angriffen. Die Regierung setzte daraufhin das Militär ein, das mit Kriegswaffen wie M16-Sturmgewehren, Maschinengewehren von Panzern und einem Kampfhubschrauber auf die Protestierenden schoss. Der Sohn des Ministerpräsidenten, Oberst Narong Kittikachorn, soll dabei selbst das MG des Hubschraubers bedient haben. Spätestens zu diesem Zeitpunkt verloren die Militärmachthaber endgültig die Unterstützung des Königs. Er ließ die Tore seines Palasts öffnen, damit die Demonstranten auf das Gelände fliehen und sich so in Sicherheit bringen konnten. Dort empfing er mit seiner Familie die Angehörigen der Protestbewegung persönlich.
Die Regierung ließ durch Fernsehen und Radio ein verzerrtes Bild von dem Geschehen verbreiten: Die Aufständischen seien keine gewöhnlichen Studenten, sondern Kommunisten, die nicht nur die Regierung stürzen, sondern auch die Monarchie zerstören wollten – obwohl einige der Demonstranten Bilder des Königs und der Königin getragen und Loblieder auf den König gesungen hatten. Auch seien die leblosen Körper, die die Protestierenden hochhielten, um auf die Brutalität des Regimes hinzuweisen, gar keine Leichen, sondern nur Studenten, die sich tot stellten.
Die Warnungen, nicht auf die Straße zu gehen, verpufften jedoch. Hunderttausende Bürger schlossen sich den Regierungsgegnern an und viele nahmen auch den Kampf gegen die Sicherheitskräfte auf. Gruppen radikalisierter Aufständischer – vor allem Berufsschüler – zerstörten Stadtbusse und setzten sie als Barrikaden in Brand. Sie stürmten und brandschatzten besonders verhasste Regierungsgebäude, darunter das Amt für Öffentlichkeitsarbeit (das für die Propaganda der Regierung verantwortlich war), die staatliche Lotterie (die sie für manipuliert hielten) und die „Anti-Korruptions“-Behörde (die tatsächlich von Oberst Narong genutzt wurde, um politische Gegner zu kriminalisieren). Einige Gruppen von Jugendlichen zogen durch die Straßen, zerstörten Polizeikabinen, Ampeln und Verkehrsschilder.
Die Gewalt wurde von Schützen angeheizt, die von einem Hausdach am Ratchadamnoen-Boulevard sowohl auf Demonstranten als auch auf Polizisten schossen. Diese Schützen wurden bei ihrer Festnahme am nächsten Tag als ehemalige Angehörige der in Laos eingesetzten Spezialeinheiten identifiziert, die unter dem Befehl von General Vitoon gestanden und ihren Sold vom CIA bezogen hatten. Vitoon leugnete die Beteiligung dieser Einheiten nicht, erklärte aber, diese hätten sich persönlich für den Einsatz entschieden. Dem thailändischen Militärgeheimdienst zufolge handelte es sich um Agent Provocateurs.
Auch außerhalb Bangkoks, vor allem in Chiang Mai, gab es Proteste.

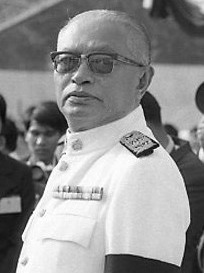
Sanya Dharmasakti (1974)

Am Abend gegen 18:10 Uhr erklärte Feldmarschall Thanom seinen Rücktritt vom Amt des Ministerpräsidenten. Um 19:15 Uhr wandte sich König Bhumibol in einer live in Fernsehen und Hörfunk ausgestrahlten Ansprache an das Volk: „Heute ist ein Tag großer Trauer, der schmerzlichste in der Geschichte unserer thailändischen Nation.“ Er rief zu Gewaltlosigkeit auf und kündigte die Ernennung des parteilosen Juristen Sanya Dharmasakti, des Rektors der Thammasat-Universität, zum neuen Ministerpräsidenten an. Sanya gehörte Bhumibols Kronrat an, war ansonsten aber nicht politisch aktiv gewesen und erfuhr nach eigenen Angaben erst durch die Fernsehansprache von seiner Ernennung. Er war der erste Zivilist an der Regierungsspitze seit 1958. Der Monarch intervenierte damit zum ersten Mal in seiner Regierungszeit direkt politisch und füllte mit seiner Reservebefugnis die Leerstelle, die durch den Legitimitätsverlust der Regierung und in Ermangelung anderer Verfassungsorgane entstanden war.
Hinter den Kulissen spielte wahrscheinlich General Krit Sivara, der am 1. Oktober 1973 als Nachfolger Praphats das Oberkommando des Heeres übernommen hatte, eine entscheidende Rolle bei dem Regierungswechsel. Er lehnte das brutale Vorgehen gegen die Demonstranten ab und soll gegenüber Thanom, Praphat und Narong (von der Protestbewegung „die drei Tyrannen“ genannt) gesagt haben: „Diese jungen Leute – das sind unsere Kinder.“

### 15. Oktober

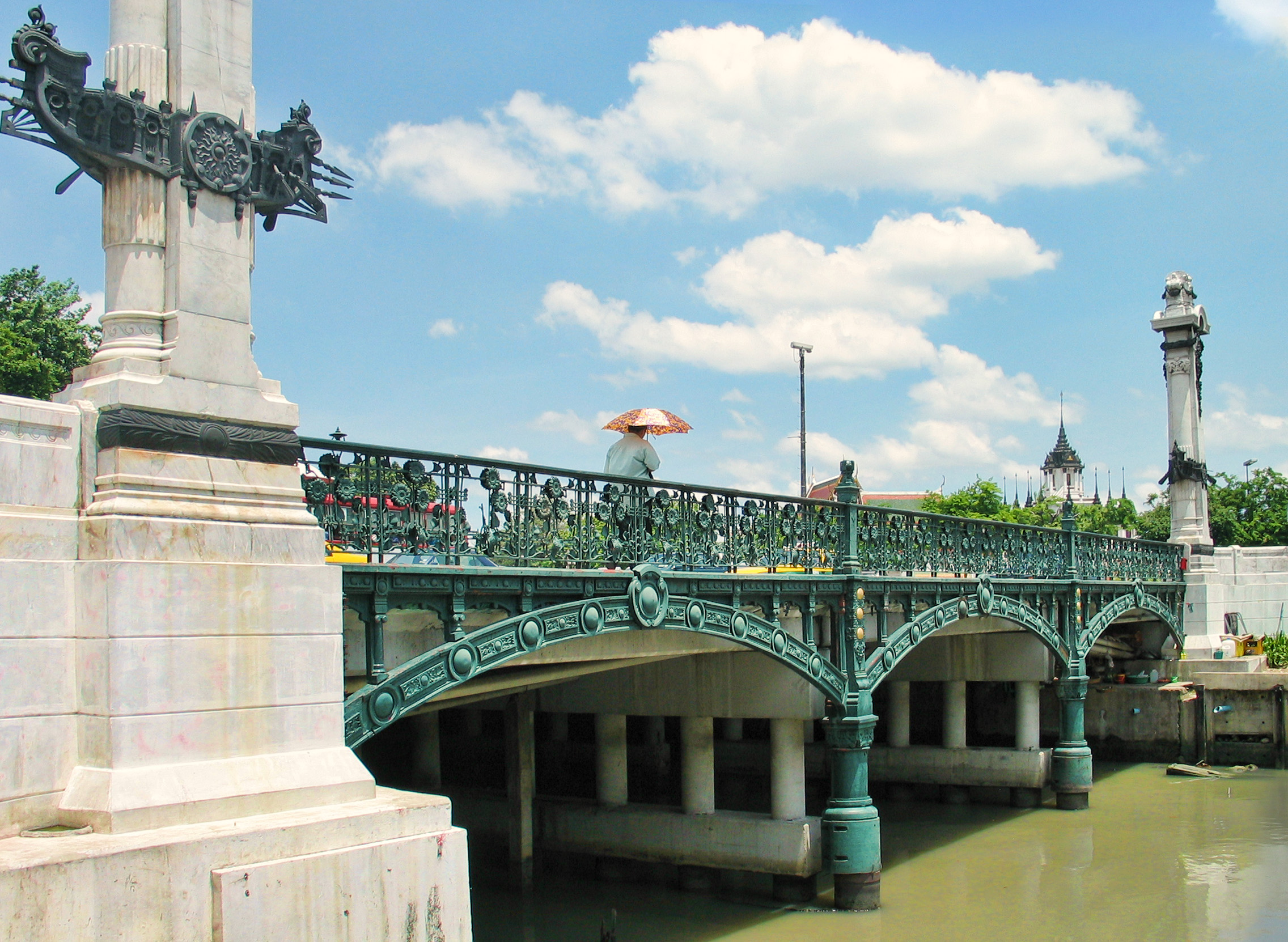
Phan-Fa-Brücke

Vorerst blieb Thanom aber noch Oberbefehlshaber der Streitkräfte und Praphat Generaldirektor der Polizei. Sie versuchten, trotz des Verlusts der Regierungsführung die faktische Kontrolle über die Streitkräfte zu behalten. Ein Teil der Protestbewegung forderte aber ihre vollständige Entmachtung, manche sogar ihren Tod. Daher kam es auch noch am 15. Oktober zu gewaltsamen Zusammenstößen zwischen Studenten und Sicherheitskräften. Insbesondere vom Hauptquartier der Hauptstädtischen Polizei an der Phan-Fa-Brücke aus, die unter der Kontrolle von dem Regime eng verbundenen Offizieren stand, wurde in die versammelte Menge geschossen. Eine radikale und militante Gruppe, die sich die „Gelben Tiger“ (suea lueang) nannte, versuchte daraufhin, mit Ziegelsteinen und Molotowcocktails bewaffnet die Polizeizentrale zu stürmen. Einige Mitglieder dieses selbst ernannten „Himmelfahrtskommandos“ wurden von den viel besser bewaffneten Polizeikräften erschossen. Auch Ärzte und Krankenschwestern, die versuchten, verwundete Aufständische zu behandeln, wurden beschossen.
General Krit verweigerte jedoch den Befehl, Soldaten zur Unterstützung der Polizei zu entsenden. Als Thanom und Praphat Spezialkräfte aus dem Heeresstützpunkt in Lop Buri nach Bangkok kommandieren wollten, was ein noch größeres Massaker bedeutet hätte, kündigte Krit an, die Hauptstadt mit seinen eigenen Truppen zu umstellen, um diejenigen von Thanom und Praphat nicht hereinzulassen. Am Nachmittag kaperten die „Gelben Tiger“ ein Feuerwehrfahrzeug und füllten dessen Wassertank mit Benzin, mit dem sie dann die Polizeizentrale besprühten, um sie anschließend mit Molotowcocktails in Brand zu setzen. Die Polizei musste das Gebäude daraufhin evakuieren.
Die Gewalt endete erst, als Thanom, Praphat und Narong am Abend des 15. Oktober auf Drängen des Königs, General Krits sowie der Kommandeure von Marine und Luftwaffe alle Ämter aufgaben und das Land verließen. Praphat und Narong gingen nach Taiwan, Thanom in die USA. Der neue Premier Sanya forderte beide Seiten zu einem Ende der Feindseligkeiten auf und versprach eine neue Verfassung innerhalb von sechs Monaten.

## Folgen
Das Wort König Bhumibols vom „Tag der großen Trauer“, das in die Geschichtsbücher einging, traf nur bedingt die Stimmung der triumphierenden Studentenbewegung. Angesichts der Vertreibung der „drei Tyrannen“ machte stattdessen der Ausdruck „Tag der großen Freude“ (Wan Maha Piti) die Runde. Sowohl die Studentenbewegung als auch Bauern und Arbeiter fühlten sich durch ihre erfolgreiche Erhebung gegen die Militärdiktatur gestärkt und ermutigt. Sie gaben sich mit dem bloßen Regierungswechsel nicht zufrieden, sondern forderten weitergehende Veränderungen hin zu mehr Demokratie und sozialer Gerechtigkeit, vor allem aber höhere Löhne. Bereits im November kam es zu einer landesweiten Streikwelle.

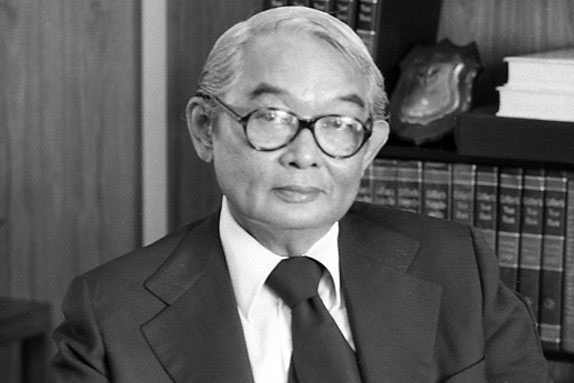
Kukrit Pramoj (1974)

Am 10. Dezember 1973, dem Tag der Verfassung, ernannte König Bhumibol einen Nationalkonvent mit 2346 oder 2347 Mitgliedern aus allen Provinzen und verschiedenen sozialen Gruppen und Berufsfeldern, darunter auch einem Taxifahrer. Der Konvent trat aber nur einmal zusammen, um unter seinen Mitgliedern Abgeordnete für eine neue Nationalversammlung zu wählen, die die Aufgabe hatte, über eine neue Verfassung abzustimmen. Bei dieser Wahl setzten sich hauptsächlich Angehörige des konservativen Establishments durch, weil diese den meisten Konventsmitgliedern bekannt waren: 111 der 240 Abgeordneten waren Staatsbeamte, 47 Hochschullehrer, 23 Geschäftsleute, 16 Militärs und 14 Polizisten. Die Mehrzahl der Abgeordneten kam aus der Hauptstadt, nur 16 waren Frauen. Studenten oder andere junge Menschen gehörten dem Parlament nicht an. Präsident der Nationalversammlung wurde der Royalist Kukrit Pramoj.
Der erste Entwurf des mit der Ausarbeitung der Verfassung betrauten Ausschusses ähnelte stark der liberalen Verfassung von 1946 und sah eine starke Rolle für das gewählte Parlament vor. Er verlangte auch ein Referendum über die Verfassung, bevor der König sie unterzeichnen würde. Die konservative Mehrheit in der Nationalversammlung ließ ihn jedoch im Mai 1974 durchfallen. Ministerpräsident Sanya trat daraufhin zurück, wurde aber vom König gedrängt, sein Amt fortzuführen. Die konservative Fraktion nahm viele Änderungen vor, die die demokratischen Bestrebungen der Ausgangsfassung verwässerten, die Exekutive gegenüber dem Parlament wieder stärkten sowie die Rolle des Königs aufwerteten, ähnlich wie in der royalistischen Verfassung von 1949. Auch wurde neben dem vom Volk gewählten Repräsentantenhaus ein Senat eingeführt, dessen Mitglieder vom König ernannt werden sollten und der eine gewichtige Rolle bei der Gesetzgebung zugeschrieben bekam. Die Verfassung trat letztendlich im Oktober 1974 – ein Jahr nach dem Volksaufstand – ohne vorherige Volksabstimmung in Kraft. Der langwierige Verfassunggebungsprozess, das Feilschen der konservativen Eliten, die größtenteils ihre Macht nicht verloren hatten, sowie der Verzicht auf besonders progressive Bestimmungen sorgten dafür, dass der ursprüngliche Enthusiasmus der politisierten Kreise in Enttäuschung umschlug.
Im Januar 1975 wurde schließlich zum ersten Mal nach dem Aufstand ein neues Parlament gewählt. Die Wahl brachte sehr instabile Verhältnisse: Im Repräsentantenhaus waren 24 Parteien vertreten, 15 davon hatten jeweils weniger als zehn Sitze. Es bildete sich eine fragile Viel-Parteien-Koalition, die nach wenigen Wochen von einer anderen Koalition abgelöst wurde. Im Januar 1976 wurde das Parlament vorzeitig aufgelöst und im April 1976 neugewählt.

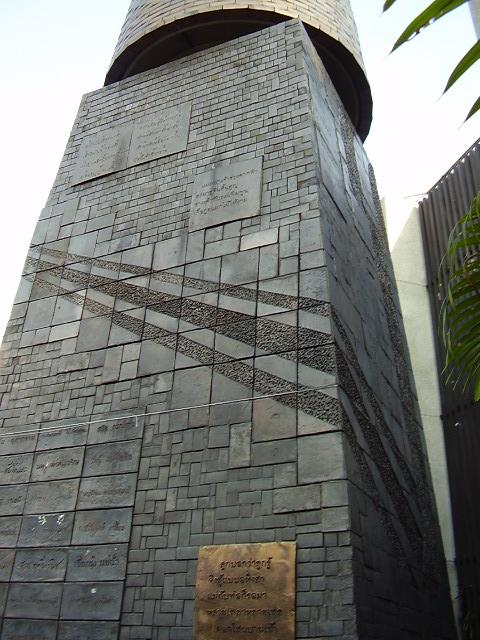
Gedenkstätte für den 14. Oktober 1973, Bangkok

Die schwachen Regierungskoalitionen, interne Streitigkeiten innerhalb des Militärs, fortgesetzte Proteste der linken Studentenbewegung, gewerkschaftlich organisierter Arbeiter und Bauern auf der einen Seite, aggressive Propaganda und sogar Terror ultrarechter antikommunistischer Gruppen auf der anderen Seite sorgten für eine Destabilisierung der Lage. Diese mündete schließlich in das Massaker an der Thammasat-Universität am 6. Oktober 1976 und die erneute Machtübernahme des Militärs am selben Tag.

## Erinnerung
Im Jahr 2003 wurde anlässlich des 30. Jahrestags des Aufstands eine Gedenkstätte für den 14. Oktober 1973 an der Kok-Wua-Kreuzung in der Nähe des Demokratiedenkmals eingeweiht. Zur gleichen Zeit wurde der 14. Oktober als „Tag der Demokratie“ zum Gedenktag, aber nicht zum gesetzlichen Feiertag erklärt.